# Fairfield (New South Wales)
Fairfield is een voorstad van Sydney in de Australische deelstaat New South Wales. Bij de telling van 2016 had Fairfield 18.081 inwoners.